# Lista procesorów Opteron

## Nazewnictwo
Każdy układ posiada trzycyfrowy symbol. Pierwsza cyfra oznacza liczbę procesorów na płycie głównej:
- 1 - Systemy jednoprocesorowe
- 2 - Systemy dwuprocesorowe
- 8 - Systemy cztero- i ośmioprocesorowe

Druga i trzecia cyfra oznacza numer modelu określający szybkość procesora.
Oto lista wszystkich modeli AMD Opteron:

## AMD Opteron dla systemów jednoprocesorowych
| Numer modelu  | Częstotliwość (MHz) | Obsługiwana pamięć       | Ilość pamięci cache L1/L2 | Uwagi                                                 |
| ------------- | ------------------- | ------------------------ | ------------------------- | ----------------------------------------------------- |
| Opteron 140   | 1400                | tylko DDR333/PC2700      | 128 KiB/1 MiB             |                                                       |
| Opteron 140HE | 1400                | tylko DDR333/PC2700      | 128 KiB/1 MiB             | 30-watowy niskonapięciowy CPU dla serwerów kasetowych |
| Opteron 142   | 1600                | tylko DDR333/PC2700      | 128 KiB/1 MiB             |                                                       |
| Opteron 144   | 1800                | tylko DDR333/PC2700      | 128 KiB/1 MiB             |                                                       |
| Opteron 146   | 2000                | oficjalnie DDR400/PC3200 | 128 KiB/1 MiB             |                                                       |
| Opteron 146HE | 2000                | oficjalnie DDR400/PC3200 | 128 KiB/1 MiB             | 55-watowy niskonapięciowy CPU dla serwerów kasetowych |
| Opteron 148   | 2200                | oficjalnie DDR400/PC3200 | 128 KiB/1 MiB             |                                                       |
| Opteron 150   | 2500                | oficjalnie DDR400/PC3200 | 128 KiB/1 MiB             |                                                       |
| Opteron 165   | 2x 1800             | oficjalnie DDR400/PC3200 | 2x 128 KiB/1 MiB          |                                                       |
| Opteron 170   | 2x 2000             | oficjalnie DDR400/PC3200 | 2x 128 KiB/1 MiB          |                                                       |
| Opteron 175   | 2x 2200             | oficjalnie DDR400/PC3200 | 2x 128 KiB/1 MiB          |                                                       |
| Opteron 180   | 2x 2400             | oficjalnie DDR400/PC3200 | 2x 128 KiB/1 MiB          |                                                       |
| Opteron 185   | 2x 2600             | oficjalnie DDR400/PC3200 | 2x 128 KiB/1 MiB          |                                                       |

## AMD Opteron dla systemów dwuprocesorowych
| Numer modelu  | Częstotliwość (MHz) | Obsługiwana pamięć       | Ilość pamięci cache L1/L2 | Uwagi                                                 |
| ------------- | ------------------- | ------------------------ | ------------------------- | ----------------------------------------------------- |
| Opteron 240   | 1400                | tylko DDR333/PC2700      |                           |                                                       |
| Opteron 240EE | 1400                | tylko DDR333/PC2700      |                           | 30-watowy niskonapięciowy CPU dla serwerów kasetowych |
| Opteron 242   | 1600                | tylko DDR333/PC2700      |                           |                                                       |
| Opteron 244   | 1800                | tylko DDR333/PC2700      |                           |                                                       |
| Opteron 246   | 2000                | oficjalnie DDR400/PC3200 |                           |                                                       |
| Opteron 246HE | 2000                | oficjalnie DDR400/PC3200 |                           | 55-watowy niskonapięciowy CPU dla serwerów kasetowych |
| Opteron 248   | 2200                | oficjalnie DDR400/PC3200 |                           |                                                       |
| Opteron 250   | 2500                | oficjalnie DDR400/PC3200 |                           |                                                       |
| Opteron 252   | 2800                | oficjalnie DDR400/PC3200 |                           |                                                       |
| Opteron 265   | 2x 1800             | oficjalnie DDR400/PC3200 | 2x 128 KiB/1 MiB          |                                                       |
| Opteron 270   | 2x 2000             | oficjalnie DDR400/PC3200 | 2x 128 KiB/1 MiB          |                                                       |
| Opteron 275   | 2x 2200             | oficjalnie DDR400/PC3200 | 2x 128 KiB/1 MiB          |                                                       |
| Opteron 280   | 2x 2400             | oficjalnie DDR400/PC3200 | 2x 128 KiB/1 MiB          |                                                       |
| Opteron 285   | 2x 2600             | oficjalnie DDR400/PC3200 | 2x 128 KiB/1 MiB          |                                                       |
| Opteron 290   | 2x 2800             | oficjalnie DDR400/PC3200 | 2x 128 KiB/1 MiB          |                                                       |

## AMD Opteron dla systemów czteroprocesorowych i ośmioprocesorowych
| Numer modelu  | Częstotliwość (MHz) | Obsługiwana pamięć       | Ilość pamięci cache L1/L2 | Uwagi                                                 |
| ------------- | ------------------- | ------------------------ | ------------------------- | ----------------------------------------------------- |
| Opteron 840   | 1400                | tylko DDR333/PC2700      |                           |                                                       |
| Opteron 840EE | 1400                | tylko DDR333/PC2700      |                           | 30-watowy niskonapięciowy CPU dla serwerów kasetowych |
| Opteron 842   | 1600                | tylko DDR333/PC2700      |                           |                                                       |
| Opteron 844   | 1800                | tylko DDR333/PC2700      |                           |                                                       |
| Opteron 846   | 2000                | oficjalnie DDR400/PC3200 |                           |                                                       |
| Opteron 846HE | 2000                | oficjalnie DDR400/PC3200 |                           | 55-watowy niskonapięciowy CPU dla serwerów kasetowych |
| Opteron 848   | 2200                | oficjalnie DDR400/PC3200 |                           |                                                       |
| Opteron 850   | 2500                | oficjalnie DDR400/PC3200 |                           |                                                       |
| Opteron 852   | 2800                | oficjalnie DDR400/PC3200 |                           |                                                       |
| Opteron 865   | 2x 1800             | oficjalnie DDR400/PC3200 | 2x 128 KiB/1 MiB          |                                                       |
| Opteron 870   | 2x 2000             | oficjalnie DDR400/PC3200 | 2x 128 KiB/1 MiB          |                                                       |
| Opteron 875   | 2x 2200             | oficjalnie DDR400/PC3200 | 2x 128 KiB/1 MiB          |                                                       |
| Opteron 880   | 2x 2400             | oficjalnie DDR400/PC3200 | 2x 128 KiB/1 MiB          |                                                       |
| Opteron 885   | 2x 2600             | oficjalnie DDR400/PC3200 | 2x 128 KiB/1 MiB          |                                                       |
| Opteron 890   | 2x 2800             | oficjalnie DDR400/PC3200 | 2x 128 KiB/1 MiB          |                                                       |